# Заас-Фее
Зас-Фе (нім. Saas-Fee) — громада  в Швейцарії в кантоні Вале, округ Фісп, один з найвідоміших швейцарських зимових курортів.

## Географія
Громада розташована на відстані близько 105 км на південь від Берна, 50 км на схід від Сьйона.
Громада Зас-Фе знаходиться на гірському плато долини Заасталь, на висоті близько 1800 метрів над рівнем моря. Вона лежить вище сусідніх поселень Заас-Альмагелль, Заас-Грунд та Заас-Бален.
Заас-Фее має площу 40,3 км², з яких на 2% дозволяється будівництво (житлове та будівництво доріг), 4,7% використовуються в сільськогосподарських цілях, 9,9% зайнято лісами, 83,4% не є продуктивними (річки, льодовики або гори).

## Історія
Долину Запсталь вперше письмово згадують в 1256 році.
- 1296: у Заас-Грунді будують першу церковну капелу.
- 1292: громаду Зас поділяють на 4 частини — Зас-Фе, Зас-Альмагель, Зас-Грунд та Зас-Бален.
- 1400: створюють окрему церковну парафію в Заасі.
- 1535: будують першу церкву в Зас-Фе.
- 1871: тут відкривають поштове відділення.
- 1893: створюють церковний прихід Зас-Фе.
- 1923: сюди проводять електрику, 1930 року — водопровід.

## Демографія
2019 року в громаді мешкало 1544 особи (-12,2% порівняно з 2010 роком), іноземців було 29,1%. Густота населення становила 38 осіб/км².
За віковим діапазоном населення розподілялося таким чином: 18% — особи молодші 20 років, 65,5% — особи у віці 20—64 років, 16,5% — особи у віці 65 років та старші. Було 761 помешкань (у середньому 2 особи в помешканні).
Із загальної кількості 1554 працюючих 8 було зайнятих в первинному секторі, 136 — в обробній промисловості, 1410 — в галузі послуг.

## Туризм
Обслуговування туристів є найважливішим джерелом доходів для місцевих жителів.
В 1833 році тут було відкрито перший готель.
В 1951 році, після створення шосейного сполучення, Заас-Фее стрімко розвивається і перетворюється на великий туристичний центр, перш за все для любителів зимових видів спорту.
Одночасно поселення може приймати 7185 туристів.
Тільки 60 готелів, що знаходяться у Зас-Фе, розраховані на прийом 2627 постояльців.
Гірськолижним спортом тут можна займатися і взимку, і влітку.
На льодовику Фе прокладені 3 лижних підйомники від вершини Міттелаллалін на висоту 3457 м.
Тут розташований найвищий у світі ресторан, що обертається
,
до якого можна піднятися на найвищому у світі фунікулері
,
і найбільший льодовий павільйон у світі.
Взимку лижників в гори доставляють 22 підйомники.
Влітку комуна Зас-Фе є відправною точкою для численних гірських туристів і альпіністів.
Поблизу її знаходяться десятки гірських вершин, і серед них трьох- та чотиритисячники: Ульріхгорн (3925 м), Штральгорн (4190 м), Флечгорн (3996 м), Вайсміс (4023 м), Лаггінгорн (4010 м), Аллалінгорн (4027 м) , Лателгорн (3198 м), Дом (4545 м), Надельгорн (4327 м), Рімпфішгорн (4198 м), Альпгубель (4206 м), Тешгорн (4490 м), Балфрін (3795 м), Гоберггорн (4219 м), Ленцшпітце (4294 м), Портьєнграт (3653 м), Зонніггорн (3487 м), Дюрренгорн (4034 м), Феєгопф (3888 м), Штеккнадельгорн (4241 м).
У комуні Зас-Фе заборонено звичайний автомобільний рух.
Туристи, що приїжджають сюди, мають залишати свої машини за межами громади на спеціальних парковках.
У Зас-Фе дозволено рух тільки на електромобілях.
Виняток становлять лише машини швидкої допомоги, рятувальних і ремонтних служб, прибирання сміття тощо.